# Ammoniumcyanid
Ammoniumcyanid ist eine chemische Verbindung aus der Gruppe der Cyanide. Es ist das Ammoniumsalz der Blausäure. In reiner Form bildet es farblose, würfelförmige Kristalle, die aufgrund langsamer Zersetzung gleichzeitig nach Ammoniak und Blausäure riechen.

## Gewinnung und Darstellung
Ammoniumcyanid kann durch trockenes Erhitzen von Ammoniumhexacyanidoferrat(II),  (NH4)4[Fe(CN)6] · 3 H2O   oder einem Gemisch von Kaliumcyanid und Ammoniumchlorid hergestellt werden. Bei gelindem Erwärmen im Wasserbad schmilzt das Gemisch und entwickelt dampfförmiges Ammoniumcyanid, das mit einer Eis-Kochsalzmischung zur Kondensation gebracht werden kann:
{\displaystyle \mathrm {KCN+NH_{4}Cl\longrightarrow NH_{4}CN+KCl} }
Ferner bildet es sich beim Überleiten von trockenem Ammoniak über in einer Porzellanschale glühende Kohlen und Auffangen des Cyanides in einer gekühlten Vorlage.

## Eigenschaften
Ammoniumcyanid ist unter Kühlung unzersetzt haltbar, während es sich an der Luft bei gewöhnlicher Temperatur schon merklich zersetzt. Der Dampf lässt sich entzünden, er verbrennt mit gelblicher Flamme zu Ammoniumcarbonat. Die wässrige Lösung von Ammoniumcyanid reagiert alkalisch. In Ethanol ist es etwas besser löslich als in Wasser. Mit Brom und Chlor reagiert Ammoniumcyanid unter Wärmeentwicklung, durch Kaliumpermanganat wird es direkt zu Harnstoff oxidiert.
Ammoniumcyanid ist ähnlich giftig wie Blausäure.
Ammoniumcyanid kristallisiert im tetragonalen Kristallsystem mit der Raumgruppe P42/mcm (Raumgruppen-Nr. 132).

## Sicherheitshinweise
Alle wasserlöslichen Cyanide sind giftig, wobei sie durch Blockieren des Enzyms Cytochrom-c-Oxidase in der Atmungskette zum Ersticken führen. Beim Arbeiten mit der Substanz sind Schutzhandschuhe, Staubmaske und Atemschutz Gasfilter B zu verwenden. Weiterhin sollte immer dann, wenn mit dem Auftreten von Blausäure gerechnet werden muss, unbedingt im Abzug gearbeitet werden.

### Lagerung
Ammoniumcyanid sollte kühl und unter striktem Sauerstoff- und Feuchtigkeitsausschluss gelagert werden.

## Externe Links zu erwähnten Verbindungen
1. ↑  Externe Identifikatoren von bzw. Datenbank-Links zu Ammoniumhexacyanidoferrat(II):  CAS-Nr.: 14481-29-9, EG-Nr.: 238-476-9, ECHA-InfoCard: 100.034.963, PubChem: 26708, ChemSpider: 24882, Wikidata: Q15628102.
2. ↑  Externe Identifikatoren von bzw. Datenbank-Links zu Ammoniumhexacyanidoferrat(II)-Trihydrat:  CAS-Nr.: 32108-79-5, PubChem: 71587106, ChemSpider: 32697786, Wikidata: Q27261666.